# Loosdrecht
Loosdrecht és un antic municipi que forma part de Wijdemeren a Holanda del Nord (Països Baixos). Tot i que sovint és considerat com un poble, en realitat és format per dos pobles: Oud-Loosdrecht, i Nieuw-Loosdrecht, on hi ha la seu de l'ajuntament de Wijdemeren. La confusió prové del fet que l'antic municipi de Loosdrecht no va demanar codis postals separats per als dos pobles en la reforma de 1978 i, per tant, en les adreces d'ambdós pobles consta tan sols Loosdrecht com a "lloc de residència".
Loosdrecht és conegut pel conjunt de llacs anomenat Loosdrechtse Plassen, on hi ha espais per al bany i per a la pràctica d'esports aquàtics. Aquest conjunt de llacs es van crear durant el segle XVI a partir de l'extracció de torba. El número de llacs que pertanten al Loosdrechtse Plassen depèn de la seva definició, però almenys n'hi ha cinc.

## Etimologia
El topònim és mencionat com a Loesdrecht el 1308, i ja en la seva forma actual de Loosdrecht a partir de 1574. El nom significa gual buit/drenat. Loos vol dir "buit", "drenat", i drecht, "gual".

## Situació
Loosdrecht ocupa la part sud del municipi de Wijdemeren. Nieuw-Loosdrecht ocupa la part est, que limita amb l'àrea sud-oest de la ciutat de Hilversum; Oud-Loosdrecht ocupa la part central, i els Loosdrechtse Plassen ocupen la part oest i s'estenen fins al límit amb la província d'Utrecht, on limita, de nord a sud, amb els pobles de Loenen aan de Vecht, Nieuwersluis i Breukelen (tots del municipi de Stichtse Vecht). Al nord, Loosdrecht limita amb Kortenhoef (al mateix municipi de Wijdemeren), i al sud, amb el poble de Tienhoven (Stichtse Vecht).
| Loenen aan de Vecht | Kortenhoef |           |
| Nieuwersluis        |            | Hilversum |
| Breukelen           | Tienhoven  |           |

## Història

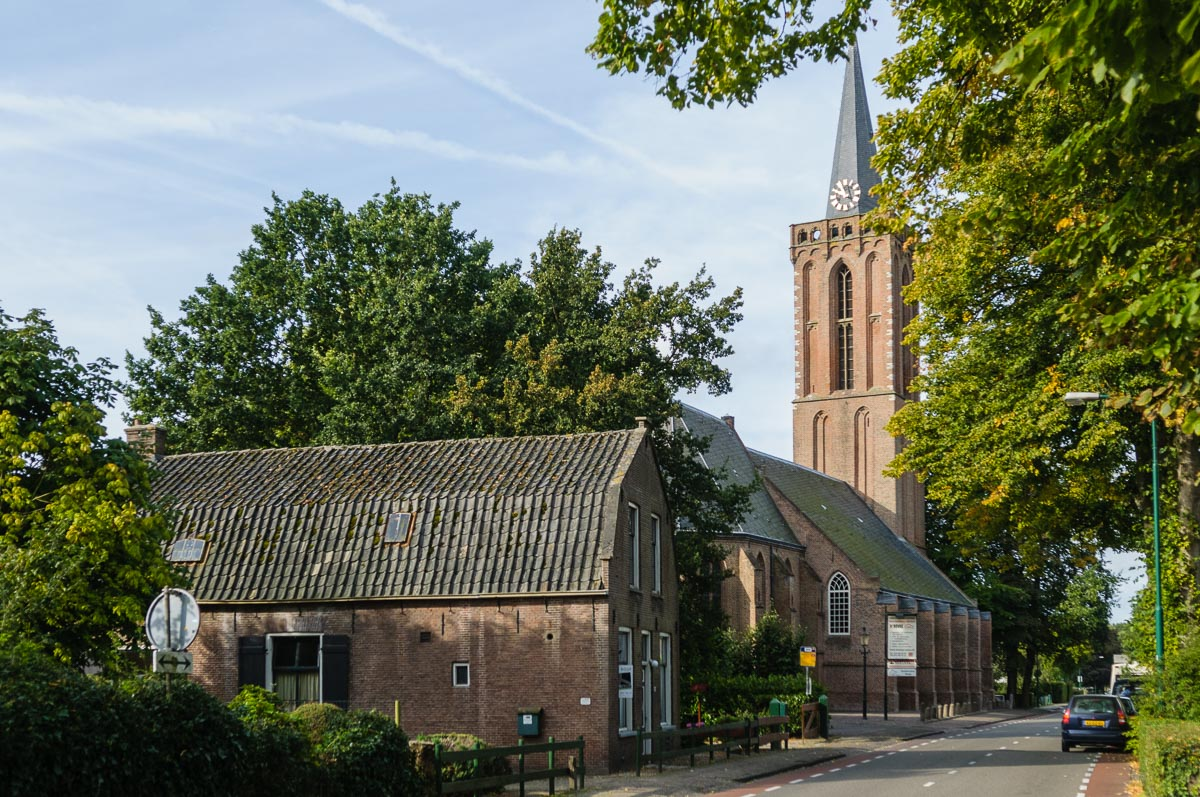
Església de Sijpe, a Nieuw-Loosdrecht.

Els primers registres de Loosdrecht daten de 1298, quan aquesta àrea era una zona pantanosa, situada entre el riu Vecht i la carena d'Utrecht. El 1332, l'església d'Oud-Loosdrecht es va elevar a nivell de parròquia independent, i a més es menciona una església a Sijpe, on actualment hi ha Nieuw-Loosdrecht. Des de llavors, l'església parroquial s'anomenà església vella, i l'església de Sijpe, església nova. Aquests noms van acabar per identificar també els dos noms dels pobles de Loosdrecht, i per tant, el fet que s'anomenin Oud-Loosdrecht i Nieuw-Loosdrecht no té res a veure amb l'antiguitat dels pobles, que de fet és similar.

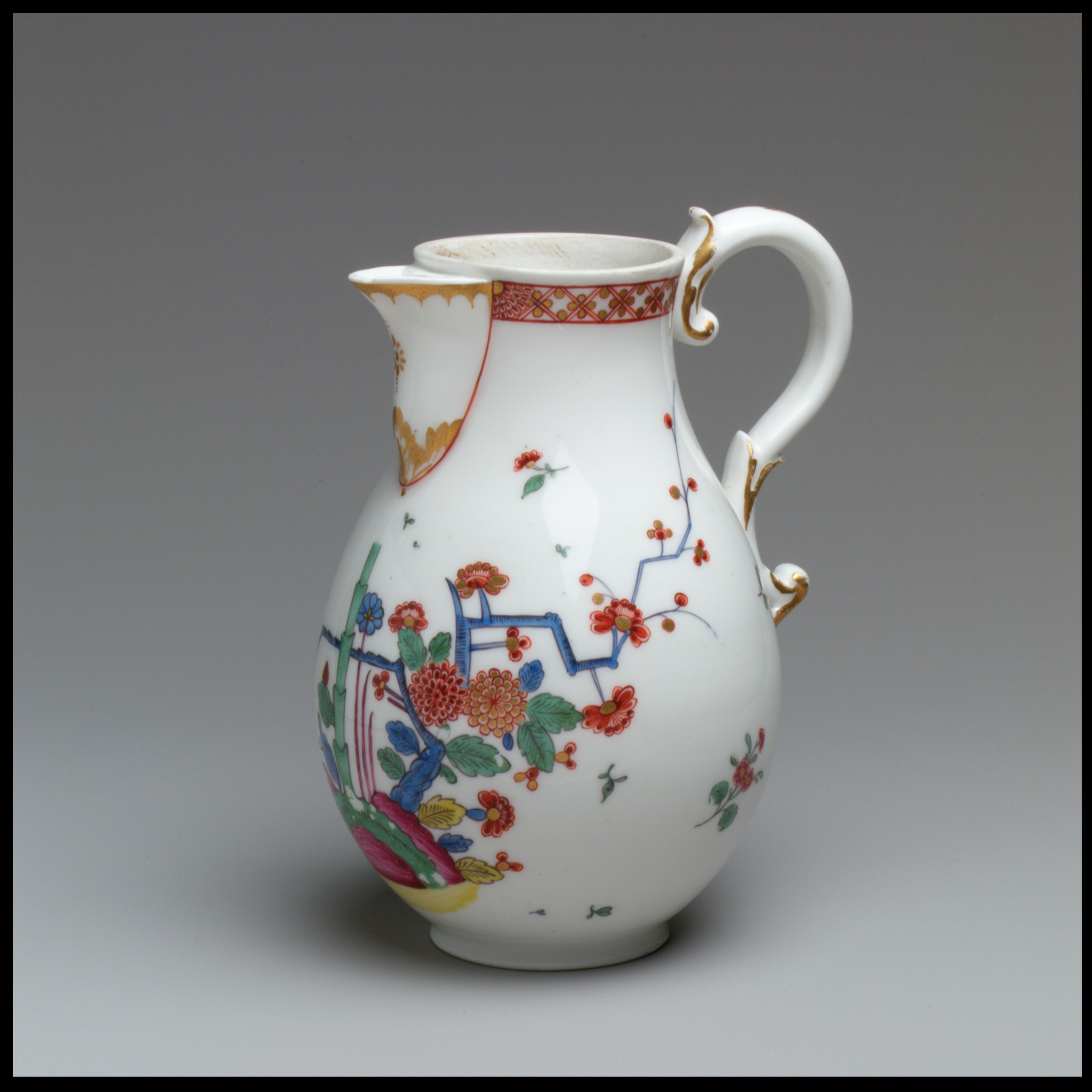
Pot de llet fet amb ceràmica de Loosdrecht.

La zona pantanosa de Loosdrecht es va dessecar amb l'excavació rases cap al Vecht i el Drecht. Les séquies del Drecht van ser excavades a l'origen d'aquest riu, creant una subdivisió en forma d'estrella anomenada "Het Stergebied". Es va construir un dic al voltant d'aquesta zona, l'Oud- i Nieuw-Loosdrechtsedijk encara existents i també alguns dics dins de la zona, que han desaparegut tots. La zona dessecada es va utilitzar inicialment com a terreny de pastura. El sòl era principalment de baixa torba, que es va trencar i es va transformar en torba durant el segle XVI. Durant els segles XVII i XVIII també es dragava la torba sota les aigües subterrànies. Això va passar a una escala tan gran que es van crear grans extensions d’aigua, els Loosdrechtse Plassen, ara coneguts com a àrea recreativa. Després d'una època benestant, el municipi es va empobrir i el reverend Joannes De Mol va establir una fàbrica de porcellana per ajudar els habitants a trobar feina. La famosa i ara rara porcellana de Loosdrecht es va produir en aquesta fàbrica durant els anys 1774 i 1782.
A principis del segle xx, els Loosdrechtse Plassen van començar a desenvolupar-se com a àrea recreativa. A partir de 1945, la recreació va anar en augment. Durant els mesos d’estiu, sovint es poden trobar més de 8.000 vaixells als llacs. L’1 de gener de 1989 es va produir una reorganització municipal, com a resultat de la qual es va traslladar un tros de terra del municipi de Loenen (Mijnden) i Breukeleveen del municipi de Breukelen al municipi de Loosdrecht.
El municipi de Loosdrecht contenia, a part d'Oud-Loosdrecht i Nieuw-Loosdrecht, també contenia els nuclis de Breukeleveen, Muyeveld i Boomhoek, i pertanyia a la província d'Utrecht. El municipi va desaparèixer l'any 2002 en fusionar-se amb els antics municipis de Nederhorst den Berg i 's-Graveland, pertanyents a la província d'Holanda del Nord. El nou municipi resultant, anomenat Wijdemeren, va ser adscrit a la província d'Holanda del Nord i, per tant, Loosdrecht va canviar de província.

## Curiositats
- Al voltant del Loosdrechtse Plassen hi ha moltes cases de vacances, establiments de restauració i ports per a la navegació recreativa i turística. Els ports més famosos són els de Koninklijke Watersport Vereeniging Loosdrecht, Jachthaven Het Anker i Jachthaven De Otter, coneguts per les seves vetllades de jazz.
- Loosdrecht té moltes granges monumentals i també cases històriques (de color negre amb sostres de palla), situades adjacents al llac. També s'hi pot trobar el castell de Sypesteyn. L'últim membre de la família de Sypestein que va viure al castell ho va fer fins a principis dels anys 1900.
- El senyoriu de Loosdrecht va estar en poder de la família Van Amstel van Mijnden durant segles (almenys des del segle XIII). L'escut de l'antic municipi de Loosdrecht es basava en el de la família Van Amstel van Mijnden.
- El vuitè llac del Loosdrechtse Plassen (anomenat Loenerveensche Plas) originalment fou venut a Amsterdam per a l'extracció d’aigua potable, i encara ara serveix per a aquest propòsit.

## Nascuts a Loosdrecht
- Ab Krook (1944-2020), entrenador de patinatge.
- Feike Sijbesma (1959), president de l'empresa de nutrició DSM.
- Nelleke Penninx (1971), remera.
- Jip Vastenburg (1994), atleta.

## Residents a Loosdrecht
- Vivian Boelen (1956), presentadora i veu en off.
- Milika Peterzon (1962), presentadora.

## Difunts a Loosdrecht
- Hermann Friedrich Mertens (1885-1960), arquitecte.
- Theo Eerdmans (1922-1977), quizmaster, periodista i autor.
- Pieter Menten (1899-1987), empresari, col·leccionista d'art i criminal de guerra condemnat.
- Bull Verweij (1909-2010), fundador de Radio Veronica.
- Bob Spaak (1917-2011), periodista esportiu i presentador de ràdio.
- Gerard de Vries (1933-2015), cantant i discjòquei.
- Bibian Mentel (1972-2021), snowboarder paralímpica.